# Almati
Almati ili Alma Ata (kazaški: Алматы, ruski: Алматы́, Алма-Ата; raniji naziv: Vernij (Верный)) je najveći grad u Kazahstanu, s oko 1,3 milijuna stanovnika, te gospodarsko i kulturno središte države. Bio je glavni grad Kazahstana i prethodne Kazaške SSR od 1929. do 1998. godine. Ne pripada ni jednoj oblasti, već ima status grada od posebnoga državnoga značaja. Sjedište je istoimene biskupije.

## Ime grada
Ime Almati znači „Bogat jabukama”, a ruski oblik imena, Alma Ata, dodijeljena je iz zablude (književno značenje „Djedova jabuka”).

## Povijest
Na prostoru grada su u 10. st. p. K. nastala prva naselja stočara iz brončanoga doba. Kasnije su nastala naselja plemena Saka i Uisun od kojih su očuvani tumuli (nadgrobni humci). Tijekom srednjega se vijeka grad razvija kao jedna od postaja na Putu svile, postajući značajno trgovište. Ime Almati pojavljuje se u 13. st. U 15. st. slabi značenje grada zbog prestanka trgovine na Putu svile. U 17. i 18. st. jača kazaška nacionalna svijest i Almati postaje kazahstansko kulturno središte. 1730. Kazasi pobeđuju Džungure u bitki 70 km od grada. Sredinom 19. st. Rusi zauzimaju taj prostor i 1854. osnivaju tvrđavu Verniy. Oko grada se naseljavaju Rusi, Tatari i Kozaci. God. 1867. grad je nazvan Almatinsk, ali stanovnici nisu prihvatili novo ime grada, te je vraćeno ime Verniy. Dana 28. svibnja 1887. grad je potpuno razoren u jakome potresu. Nakon potresa grad se obnavlja i postaje najveći ruski grad Srednje Azije.
Nakon Oktobarske revolucije uspostavljena je komunistička vlast i 1921. grad je preimenovan u Alma-Ata. 1927. Alma-Ata postaje glavnim gradom Kazaške Autonomne Sovjetske Socijalističke Republike u sklopu SSSR-a (dotad je glavni grad bio Kyzyl-Orda). 1926. sagrađena je željeznička pruga iz Turkestana do Sibira, a 1930. Alma Ata priključena je na željeznicu. Tijekom II. svj. rata u Alma Ati organizirana je ratna industrija i prihvat izbjeglica iz ratom zahvaćenih područja, odakle su premještene cijele tvornice i ustanove. Nakon rata grad se širi protupotresnom novogradnjom. Od 1975. uvedena je redovna zrakoplovna linija nadzvučnim zrakoplovima do Moskve.
Raspadom SSSR-a i proglašenjem nezavisnoga Kazahstana, 1993. Alma-Ata je preimenovana u kazaško ime Almati. 1997. odlučeno je da se glavni grad Kazahstana preseli u Astanu, koja je smještena u središnjemu dijelu zemlje (Almati je blizu kirgistanske granice). Unatoč tomu, Almati je i dalje ostao najveći grad Kazahstana i njegovo gospodarsko i kulturno središte.

## Zemljopis
Almati je smješten u jugoistočnome dijelu Kazahstana, 80 km od granice s Kirgistanom i 300 km od granice s Kinom. Nalazi se u dolini ispod planine Alatau koja je dio planinskoga lanca Tian Shan. Sjeverno od grada je Kapčagajsko umjetno jezero na rijeci Ili. Klima je kontinentska s malo padalina, ali je ipak blaga zbog položaja među planinama. Prometna povezanost je prilično loša (postoji jedna cesta prema srednjem Kazahstanu).

## Znamenitosti
U gradu se nalaze katolička Katedrala Presvetoga Trojstva, prvostolnica Almatijske biskupije, i katedrala Kristova uskrsnuća Ruska pravoslavne crkve. Postoje mnoge crkve i džamije koje su sve izgrađene nakon 1990. Grad ima i mnogo parkova. Pokraj grada postoji rekreacijska zona na brdu Kök Töbe koje je s gradom povezano žičarom.

## Promet
U izgradnji je podzemna željeznica Almati.

## Šport
Almati je bio jedan od kandidata za domaćinstvo Zimskih olimpijskih igara 2014.

## Vanjske poveznice
- Službena stranica  Arhivirana inačica izvorne stranice od 6. veljače 2009. (Wayback Machine) (rus.) (kaz.)

### Ostali projekti
|  | Zajednički poslužitelj ima još gradiva o temi Almati |